# ماري إيرلي
ماري إيرلي (بالإنجليزية: Mary Early)‏ هي نحّاتة أمريكية، ولدت في 1975 في واشنطن العاصمة في الولايات المتحدة.

## وصلات خارجية
- الموقع الرسمي